# Azzano Decimo
Azzano Decimo (friuli nyelven Daçan di Pordenon, helyi nyelvjárásban Dathan) település Olaszországban, Friuli-Venezia Giulia régióban, Pordenone megyében. Lakosainak száma 15 681 fő (2023. január 1.). Azzano Decimo Fiume Veneto, Pordenone, Pravisdomini, Chions és Pasiano di Pordenone községekkel határos.

## Népesség
A település népességének változása:
| Lakosok száma | 15 744 | 15 744 | 15 681 |
|               | 2017   | 2018   | 2023   |